# أبيجيل لان
أبيجيل لان (بالإنجليزية: Abigail Lane)‏ هي فنانة بريطانية، ولدت في 1967.

## روابط خارجية
- أبيجيل لان على موقع IMDb (الإنجليزية)